# Напад на синагогу в Мельбурні (2024)
6 грудня 2024 року, приблизно 04:10 ранку за місцевим часом, стався терористичний напад з підпалом мельбурнської синагоги «Адасс Ісраель» в Ріппонлі, передмісті Мельбурна, Австралія. Внаслідок пожежі постраждав один з членів синагоги, було завдано значної шкоди будівлі. Розслідування нападу було доручено контртерористичному підрозділу Федеральної поліції Австралії. 9 грудня 2024 року поліція штату Вікторія заявила, що інцидент розглядається як терористичний напад. Як повідомляється, зловмисники використали сухе пальне, а потім рознесли його по всій будівлі перед тим, як підпалити. Поліція розпочала пошуки нападників.

## Передісторія
Після нападу ХАМАС на Ізраїль 7 жовтня 2023 року по всій Австралії відбулися антисемітські акції, спрямовані проти синагог. В інциденті, що стався 8 жовтня 2023 року в Новому Південному Уельсі, двоє осіб проходили повз синагогу і вигукували «Аллах Акбар», а потім погрожували, що «підірвуть синагогу». 11 жовтня 2023 року в Мельбурні надійшло повідомлення про замінування синагоги.  23 листопада 2023 року в Західній Австралії невідомий кинув дві склянки з червоною фарбою в синагогу. У грудні 2023 року кілька синагог по всій Австралії отримали фальшиві повідомлення про замінування.  25 листопада 2024 року пропалестинські протестувальники напали на мельбурнську синагогу, де проходила дискусія, організована Австралійською радою з питань Ізраїлю та єврейських справ (AIJAC). Сутичка між протестувальниками і контрпротестувальниками призвела до того, що поліція затримала чоловіка в куфії. 26 листопада 2024 року синагога ХаБаД у Сент-Кілді, Мельбурн, була розмальована пропалестинськими та антисемітськими графіті. 
Об'єктом нападу в грудні 2024 року стала ортодоксальна синагога «Адасс Ісраель» в Мельбурні, Ріппонлеа, штат Вікторія. Синагога побудована у 1965 році за проектом Ернеста Фукса і відкрита 19 вересня 1965 року. Синагога є частиною Конгрегації Адасс Ісраель, єврейської групи в Мельбурні, яка веде свій початок від розколу в єврейській конгрегації Талмуд Тора Елвуд у 1939/1940 роках. Серед перших її членів були хлопці та чоловіки, яких британці відправили до Австралії на сумнозвісному кораблі «Дунера» у 1941 році. Раніше синагога вже була серйозно пошкоджена підпалом 1 січня 1995 року. За словами Філіпа Заджака, президента Єврейської громадської ради Вікторії, громада «Адасс Ісраель» є аполітичною по відношенню до Держави Ізраїль. Терористична атака сталася в період, коли національний рівень терористичної загрози, встановлений урядом Австралії, був підвищений у серпні 2024 року, що означає, що ймовірність терористичної атаки або планування теракту в Австралії в найближчому майбутньому перевищує 50%. Раніше рівень загрози перебував на рівні ймовірної з моменту терактів у Парижі в листопаді 2015 року до 2022 року, коли він був знижений до можливого.

## Напад
Вранці 6 грудня 2024 року двоє чоловіків у масках увійшли до мельбурнської синагоги «Адасс Ісраель» у Ріппонлі. Чоловіки почали виливати на підлогу паливо і розмітати його мітлою по всій будівлі, коли їх злякав прихожанин, який відвідував синагогу. Двоє зловмисників підпалили пальне о 4:10 ранку і втекли з місця події. Вогонь швидко поширювався, спричинивши значні пошкодження всередині синагоги та обваливши частину даху. Один з членів синагоги отримав незначні травми рук під час пожежі.
Десятки бригад екстрених служб, у тому числі 65 пожежників, були викликані до синагоги незабаром після того, як пожежа тільки почалася. Пожежники витратили більше години на приборкання полум'я. Після того, як пожежу загасили, було встановлено місце злочину, і вдень 6 грудня 2024 року членам синагоги дозволили увійти туди, щоб забрати сувої Тори, священні книги, таліти, тфіліни, інші артефакти та деякі особисті речі.

## Наслідки
9 грудня, після нападу на синагогу, поліція створила робочу групу Avalite для розслідування антисемітизму в Австралії. Австралійська організація розвідки та безпеки (ASIO) також оголосила, що допомагатиме робочій групі в розслідуванні. Після інциденту поліція Канберри посилила патрулювання навколо синагог у столиці країни. 
Єврейська громада Сіднея організувала демонстрацію 15 грудня 2024 року на площі Мартін Плейс, протестуючи проти неадекватної реакції австралійського уряду на антисемітизм.
17 грудня 2024 року прем'єр-міністр штату Вікторія Джасінта Аллан оголосила про нові заходи впливу на громадські протести в рамках зусиль із запобігання антисемітській поведінці. Запропоновані закони встановлюють безпечний доступ у безпосередній близькості до місць богослужінь і забороняють порушення порядку під час релігійних зібрань.

### Дезінформація та теорії змови
Після нападу кілька пропалестинських джерел виступили з непідтвердженими заявами про те, що напад міг бути здійснений під «чужим прапором» Ізраїлем або його прихильниками, включаючи ісламського священнослужителя Віссама Хаддада і Антуна Іссу, колишню журналістку австралійської газети «Гардіан» і керівницю апарату сенатора від «зелених» Мехріна Фарукі.

## Реакція

### Австралія

#### Австралійський федеральний уряд
Прем'єр-міністр Ентоні Албанізі заявив в радіоінтерв'ю 6 грудня, що він «обурений» нападом. Він розповів, що в день нападу він був проінформований комісаром Австралійської федеральної поліції (AFP), що напад був навмисним. Албанізі також поспілкувався зі спеціальним посланцем уряду з питань антисемітизму Джилліан Сігал 6 грудня.
8 грудня Албанізі заявив, що інцидент був «цілком очевидно» терористичним актом, та оголосив про виділення 32,5 млн. австралійських доларів федерального фінансування на посилення безпеки єврейських шкіл і громадських центрів.
Інші урядові органи засудили інцидент, зокрема Австралійська комісія з прав людини, яка заявила: «Антисемітизм огидний. Це форма расизму, якій немає місця в Австралії. Цей напад є останнім інцидентом у тенденції значного зростання антисемітизму».
У відповідь на засудження урядом нападу і створення спеціальної поліцейської групи Джилліан Сігал, спеціальний посланник Австралії з питань антисемітизму, вказала на відсутність серйозних покарань для осіб, заарештованих під час пов'язаних з цим подій, наприклад, за вивішування заборонених прапорів, а також на те, що це створило атмосферу вседозволеності в австралійському суспільстві.

#### Уряд штату Вікторія
Прем'єр-міністр штату Вікторія Джасінта Аллан засудила напад як «диявольский антисемітський напад». 6 грудня на прес-конференції перед синагогою Аллан пообіцяла, що уряд штату виділить 100 000 австралійських доларів на відбудову синагоги. Під час перебування на місці прем'єрку освистали місцеві єврейські мешканці. Аллан повернулася на місце події без попередження через кілька днів, де їй показали частину території, зруйновану під час пожежі. Інцидент був засуджений місцевими виборними посадовими особами.

#### Австралійська ліберальна партія
Федеральний лідер опозиції Пітер Даттон заявив, що це було низько, і що напад слід було очікувати через те, що він вважає відсутністю співчуття до єврейського народу з боку уряду. Даттон також заявив, що кошти, виділені федеральним урядом 8 грудня, повинні бути використані для фінансування озброєної охорони єврейських шкіл і громадських центрів.

#### Австралійські єврейські громадські групи
Виконавча рада австралійського єврейства закликала австралійський уряд відреагувати на інцидент діями, а не словами, заявивши: «Ми просимо Вас, прем'єр-міністре, замислитися над тим, як таке могло статися. Ми просимо вас замислитися над тим, як були створені умови, за яких можна підпалити синагогу. Ваші слова, які швидко засудили напад, були почуті нашою громадою. Однак час слів давно минув. Тепер ми закликаємо до дій».
Рада єврейської громади Вікторії засудила напад; заявила виконавчий директор Наомі Левін: «Ми були абсолютно шоковані, але не здивовані, коли почули, що на синагогу в Мельбурні вночі було скоєно напад. Єврейська громада вже більше року попереджає про неприпустиме зростання антисемітизму. Ми сподівалися, що до цього ніколи не дійде, але сьогодні наші побоювання справдилися». Єврейська рада Австралії опублікувала заяву, в якій засудила напад, заявивши: «Цей гідний осуду акт насильства є нападом не тільки на синагогу, але й на єврейські громади в більш широкому сенсі». Єврейська рада також засудила спроби високопоставленого політика австралійських Зелених назвати підпал «атакою під фальшивим прапором», оскільки така заява лише поглибить антисемітські настрої.

#### Релігійні лідери
Напад засудила багатоконфесійна консультативна група Вікторіанської мультикультурної комісії, заявивши: «Місця поклоніння мають глибоке значення для віруючих людей. Право відчувати себе в безпеці і вільно справляти релігійні обряди в цих священних місцях є фундаментальним і повинно поважатися і захищатися. Ми об'єднуємося, щоб сприяти порозумінню, повазі та злагоді між усіма релігійними спільнотами та людьми доброї волі. Ми переконуємо їх у наших люблячих молитвах і медитаціях».
Окремо католицька архиєпархія Мельбурна засудила напад, заявивши, що «мирне місце поклоніння було порушено - ніщо не може виправдати таке насильство. Антисемітизму немає місця в нашому суспільстві. У цей час ми молитовно солідарні з членами єврейської громади».
Австралійська федерація ісламських рад (AFIC) засудила напад, заявивши: «Такі акти ненависті і насильства повинні зустрічати швидку і рішучу реакцію з боку правоохоронних органів. Ми закликаємо владу ретельно розслідувати цю справу і забезпечити притягнення винних до відповідальності». 
На національному рівні напад засудила Національна рада церков Австралії (NCCA), заявивши: «Ми всі повинні стати миротворцями і взяти на себе зобов'язання підтримувати безпеку і гармонію нашого багатокультурного і багатоконфесійного суспільства в Австралії» .
Про цю подію йдеться у заяві англіканського архієпископа Сіднея, який засудив антисемітський напад у Сіднеї, зазначивши: «Останній напад на єврейську громаду в Сіднеї є кричущим, боягузливим і підлим. Всі люди доброї волі, віруючі чи ні, засудять це неподобство. Це сталося після терористичної атаки на синагогу «Адасс Ісраель» у Мельбурні, а також після більш ніж року зростаючої ворожості та залякування австралійської єврейської громади у різноманітні, гротескні способи».

#### Реакція інших політиків та лідерів
7 грудня колишній член парламенту від Ліберальної партії Джош Фрайденберг і колишній сенатор-лейборист Нова Періс на прес-конференції закликали федеральний уряд оголосити цю подію терористичним актом. Фрайденберг наголосив, що євреї Австралії зараз відкрито говорять про те, щоб покинути країну, і що молоді євреї змушені приховувати свою віру і етнічну приналежність через страх нападу. Періс назвала напад «абсолютно жалюгідним».
Серед інших громадських і релігійних груп, які засудили напад, була група з вісімнадцяти турецько-австралійських релігійних і світських організацій з Нового Південного Уельсу, а також Центр захисту прав людини.
Ісламський проповідник у Сіднеї, який раніше потрапив під громадський осуд за антисемітські висловлювання на адресу своєї пастви, виступив із заявою, в якій звинуватив у нападі міжнародне єврейство. Заява проповідника була розкритикована прем'єр-міністром Нового Південного Уельсу Крісом Мінсом. З подібною конспірологічною заявою виступив керівник апарату Мехрін Фарукі, сенаторка від «зелених». Згодом заява була відкликана і принесені вибачення.

### Ізраїль
Прем'єр-міністр Ізраїлю Біньямін Нетаньяху розкритикував австралійський уряд після цього інциденту, пов'язавши подію з позицією Австралії щодо Близького Сходу. Президент Іцхак Герцоґ заявив, що він говорив з Албанізі про напад, і сказав йому, що нещодавні антисемітські напади вимагають «рішучих і твердих дій».

### США
10 грудня 2024 року Центр Симона Візенталя опублікував попередження для євреїв, які відвідують Австралію, радячи їм проявляти «надзвичайну обережність» і зазначаючи, що вони «не переконані в тому, що євреї перебувають у безпеці [в Австралії]».

### Сполучене Королівство
Шість членів парламенту Великої Британії виступили з ініціативою, щоб парламент засудив підпал синагоги «Адасс Ісраель» і визнав, що тенденції антисемітизму розгорнулися і у Великій Британії. Петиція закликає уряд Великої Британії боротися з антисемітизмом як в країні, так і за кордоном, а також надати фінансування для захисту синагог і єврейських шкіл.